# FH77BW L52 弓箭手火炮系统
弓箭手火炮系统（Archer – FH77BW L52 ，或Artillerisystem 08）是瑞典和挪威研发的轮式自行火炮系统  。该系统拥有一个全自动155 毫米/L52榴弹炮和一个M151 防御者遥控武器站，使用沃尔沃A30D 全地形铰接式卡车的改装6×6底盘上。乘员舱和发动机舱都装有装甲，驾驶室装有防弹和防破片窗。该系统还包括弹药补给车、支援车、 BONUS子弹药和M982 神剑制导炮弹。

## 开发经过
该项目始于1995年。当时开始了基于FH 77火炮的自行榴弹炮系统的研究。进一步的测试系统得到了FH 77BD和FH 77BW的编号。到2004年，基于加长版FH 77B订购了两台原型，这些原型炮安装在经过改装的沃尔沃A30D6x6卡车底盘上。 2008 年，瑞典订购了第一批7台，挪威订购了1台  。2009年8月，挪威和瑞典签署合作协议，各订购24套弓箭手火炮系统 。 
瑞典国防采购机构 Försvarets Materielverk (FMV) 于 2003 年与博福斯（现为 BAE Systems Bofors）签订了建造两门演示样炮的合同，该榴弹炮是为瑞典武装部队开发的。 FH77 BW L52 自行榴弹炮的原型炮于2005年和2006年在瑞典进行了射击试验。 2006年9月，FMV 签订了弓箭手火炮系统的详细设计工作合同，并于2007年1月签订了下一开发阶段的合同。瑞典陆军需要两个营共24套火炮系统。2008年9月，瑞典政府批准了弓箭手火炮系统的最终开发和采购协议。
2008 年 11 月，瑞典和挪威签署了合作开发弓箭手火炮系统的协议，并于 2009 年 1 月授予BAE Systems一份合约以完成火炮系统的开发。这份合约不包括由瑞典康士伯防务与航空航天公司开发的遥控武器站部分。最终原型计划于 2009 年 9 月完成，预计随后将签订48套系统的合同——瑞典 24 套，挪威24套。弓箭手火炮系统原本预计于2011年服役，但由于不可预见的技术问题推迟到2013年 10月。
瑞典陆军于2013年9月23日接收了首批四套预批量生产的 FH-77 BW L52弓箭手火炮系统 。首批火炮最终于2016年2月1日服役 。
2019年，弓箭手火炮搭载于RMMV HX2 8×8战术卡车上的新配置被曝光。有趣的是，瑞典在 2014 年订购了多辆 HX2 卡车，并于 2017 年开始交付  。2020 年 1 月 23 日，简氏报告称，BAE Systems Bofors 已开始对搭载于HX2底盘上的弓箭手火炮系统变体进行试验。 

## 底盘
该火炮系统使用的是沃尔沃A30D 6×6铰接式全地形运输车的改进型。操作员在任何天气都可以从装有防弹和防破片窗户的装甲车舱的安全中控制整个火炮系统。乘员舱最多可容纳四人。火炮系统通常由三名或四名组员操作，但应急时可由一名操作员独立操作。该系统还包括一个可拆卸的改装标准集装箱组成的弹药运输车，同样搭载于防弹全地形卡车上。火炮系统的单位成本约为4,500,000美元。

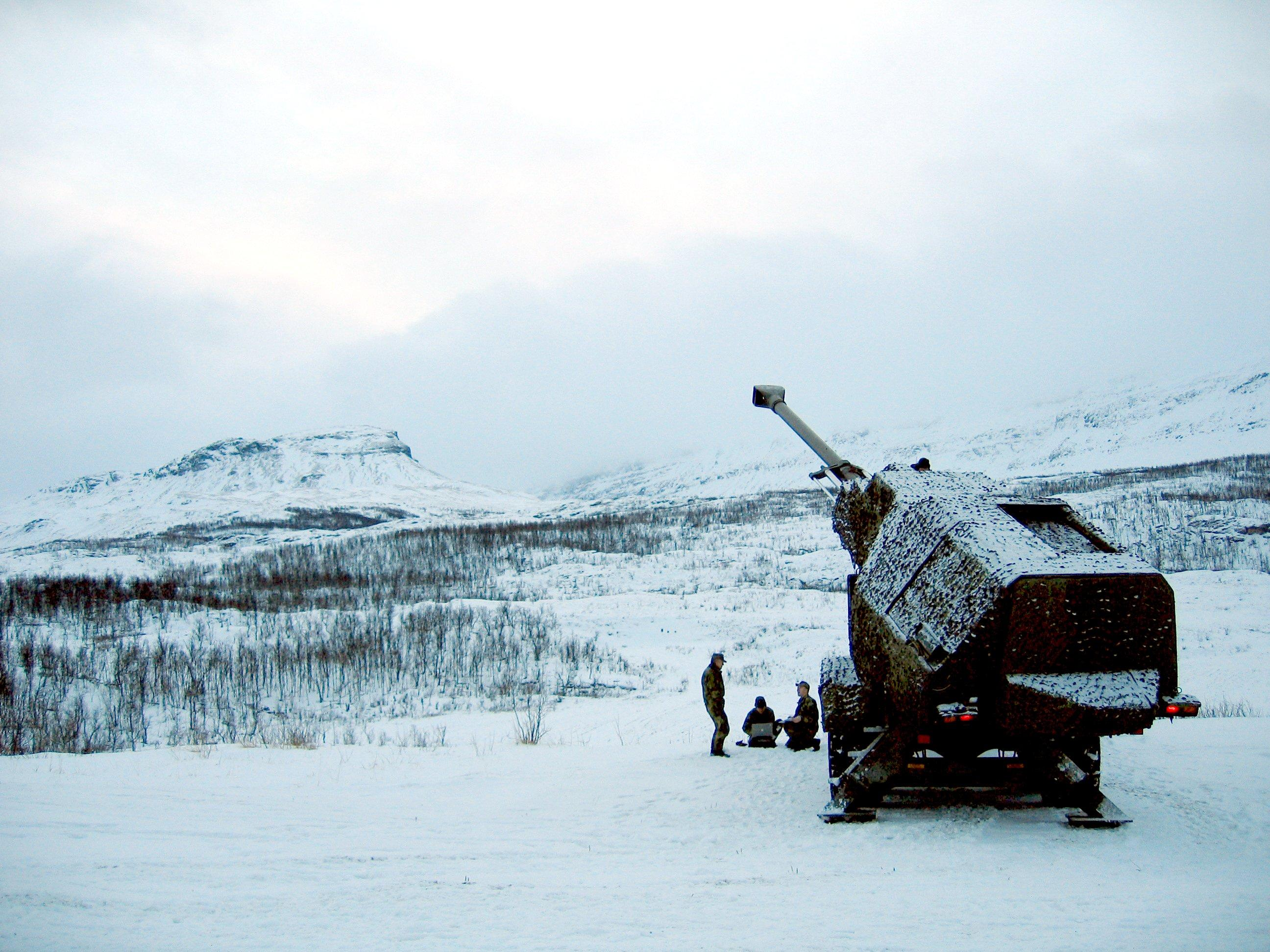
战斗状态的弓箭手火炮系统

该火炮在全自动弹匣中携带21枚155毫米炮弹。使用专用起重装置从弹药运输车上重新装填弹匣大约需要10分钟。榴弹炮可以使用北约模块化装药或博福斯Uniflex 2模块化装药。 Uniflex 2IM 模块化发射药系统由两种尺寸的可燃药筒组成；包括全尺寸药筒和半尺寸的药筒，都装有相同的不钝感脒脲二硝酰胺(GuDN) 发射药。模块化装药系统使得火炮系统能灵活地使用多种不同装药量，并提高了火炮系统的多发同时弹着（MRSI）能力。使用针对装甲车辆的BAE Bofors/Nexter Bonus末敏弹时，射程为35（22英里）。而使用精确制导的Raytheon/Bofors M982 神剑制导炮弹时，射程扩展到60（37英里） 。

## 部署
该系统专为高战略、作战和战术机动性而设计。车辆最高时速可达90每小時（56英里每小時）, 能够穿越雪深达1（3.3英尺） ，可通过铁路运输，可以以C-17或A400M飞机空运。一个大型液压稳定器安装在底盘后部，并在火炮部署准备开火时降下。火炮仰角和方位角范围分别为-1° 至 +70°和-85° 至 +85°。部署和收起时间小于 30 秒。该火炮系统旨在提供高持续性的精确火力支援和纵深打击能力。每套弓箭手火炮系统能在24小时的任务周期中发射超过25吨的弹药。该榴弹炮的持续射速为每小时75发，爆发射速为2.5分钟内20发（即一个满弹匣） （相当于每小时 480发的速度），齐射射速为15秒内3发（相当于每小时720发）。同时可以进行高达6发弹药的多发同时弹着（MRSI）射击。而用于直瞄射击时，可攻击2,000（2,200碼）远处的目标。

## 特性
- 长度：14.1米
- 宽度：3.0米

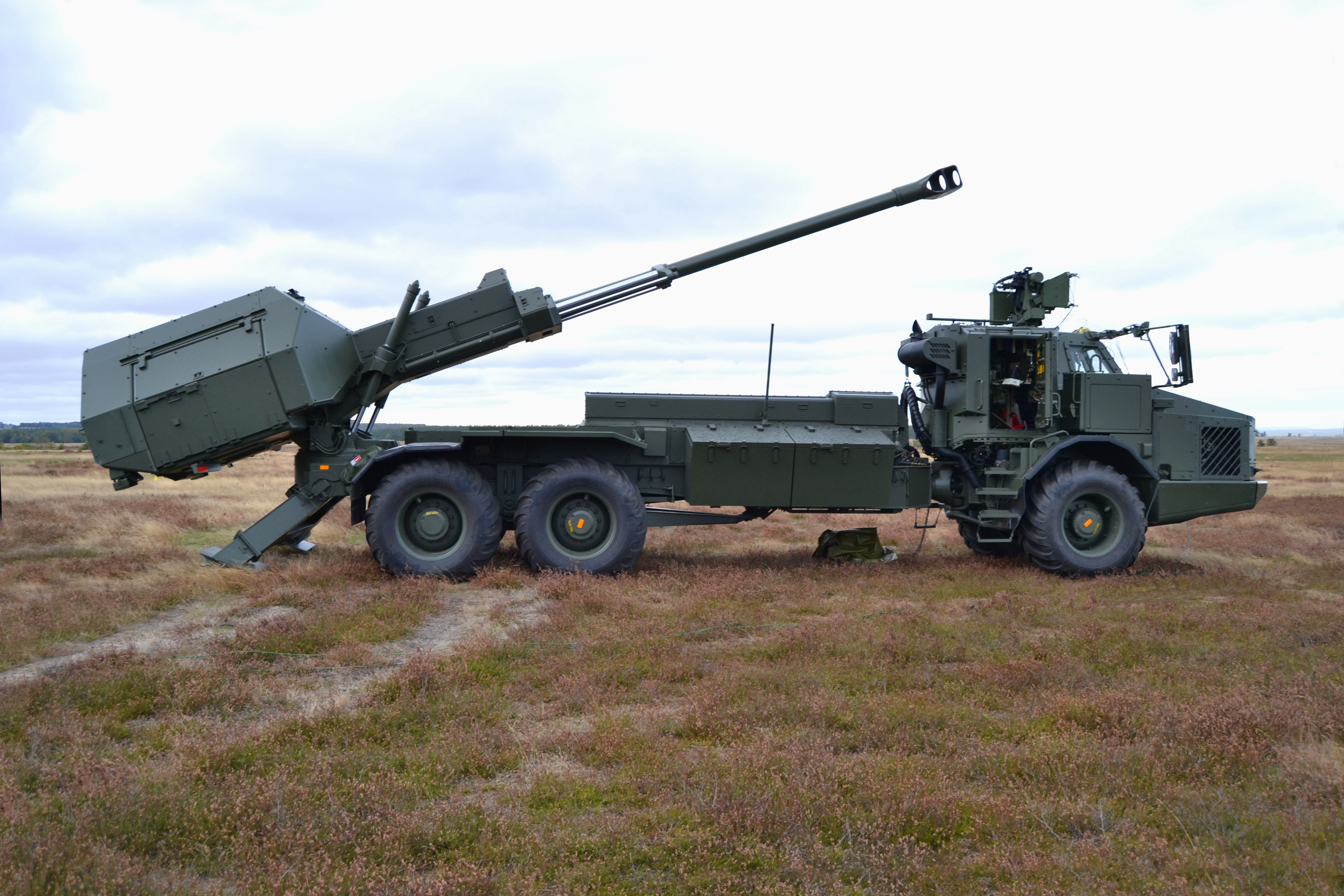
弓箭手火炮的侧视图

- 高度：3.3 米（未安装 Protector遥控武器站），3.9 米。
- 重量：30 吨
- 速度：65 公里/小时
- 续航里程：500 公里
- 乘员：3-4 人（指挥官、驾驶员、1-2 名操作员），但在紧急情况下，驾驶员和炮手可以操作车辆。
- 武器装备：155-mm/L52 榴弹炮， Kongsberg Protector遥控武器站。
- 射速：多发同时弹着模式下的8-9发/分钟（几发炮弹以不同的轨迹连续发射并同时击中目标）。
- 射程：普通弹30公里，底排增程弹40公里，使用Ｍ982神剑制导炮弹可达60公里。
- 装甲防护等级：7.62毫米穿甲弹，6公斤级的地雷（Level 2STANAG 4569）
- 紧急行驶：所有车轮都装备了(Hutchinson AMVFI)紧急行驶系统，可以在所有车轮被刺破的情况下继续行驶；如果车辆触发地雷，它还可以提供更大的保护；芬兰Pasi 装甲车也使用了相同的系统。

## 操作者
- 瑞典陆军–48套现役, 最初为第9炮兵团订购24套[15][7]，后于2016年9月增购了原售予挪威的另外24套火炮系统[16]。同时考虑再购买24套系统，将总数增加到72套[17]。2023年1月瑞典宣布瑞典陸軍将向乌克兰提供12辆“弓箭手”自行榴弹炮[18]。
- 乌克兰陆军-2023年1月瑞典宣布将向乌克兰提供12辆“弓箭手”自行榴弹炮[18]。到2023年3月瑞典決定再向烏克蘭出售10輛弓箭手[19]。
- 英國陸軍-2023年5月英国政府宣布批准陆军采购14辆BAE系统公司瑞典分公司研发的“弓箭手”155毫米52倍径自行榴弹炮[20]。

### 取消的订单
- 挪威陆军 – 为挪威皇家炮兵团订购了24套[15] 订单后由于无法于期限内达成而于2013年取消[21]。挪威随后于2017年12月购买了韩国K9 自行火炮[22]。
- 克罗埃西亚陆军求购24套系统以替换服役末期的苏制2S1 Gvozdika火炮。但该计划由于2008至2012年的经济危机而推迟。随后克国以5400万美元的价格购买了15套PzH 2000榴弹炮及模拟器，于2015/16年交付[23]。

- 美国陆军对该系统表达了兴趣。艾瑞克‧彼得森中将于2022年4月访问瑞典参观了该火炮系统[24][25]。
- 2022年6月，弓箭手系统进入瑞士火炮系统竞标的决选[26]。